# Бангу (футбольный клуб)
«Бангу» (полное название — порт. Bangu Atlético Clube) — бразильский футбольный клуб из города Рио-де-Жанейро.

## История
«Бангу» — одна из старейших команд в Рио и во всей Бразилии, основана 17 апреля 1904 года. У истоков команды стоят английские рабочие заводов, располагавшихся в районе Рио-де-Жанейро Бангу.
Высшими достижениями «Бангу» являются два чемпионства в Лиге Кариоке и второе место по итогам чемпионата Бразилии 1985 года, что дало право команде выступить в розыгрыше Кубка Либертадорес 1986. В этом турнире «Бангу» выступил неудачно (последнее место в группе). Также по итогам чемпионата Бразилии клуб занял 21-е место и вылетел из Серии A. С тех пор команда не возвращалась в элиту.
В последние годы команда выступала во Втором дивизионе штата Рио-де-Жанейро, вернувшись в элиту штата в 2009 году. В 2017 году команда дебютировала в Серии D Бразилии.

## Титулы и достижения
- Вице-чемпион Бразилии (1): 1985
- Чемпион Лиги Кариоки (2): 1933, 1966
- Чемпион Лиги Кариоки в Серии B (3): 1911, 1914, 2008
- Участник Серии А Бразилии на протяжении восьми сезонов.